# Alter Söll

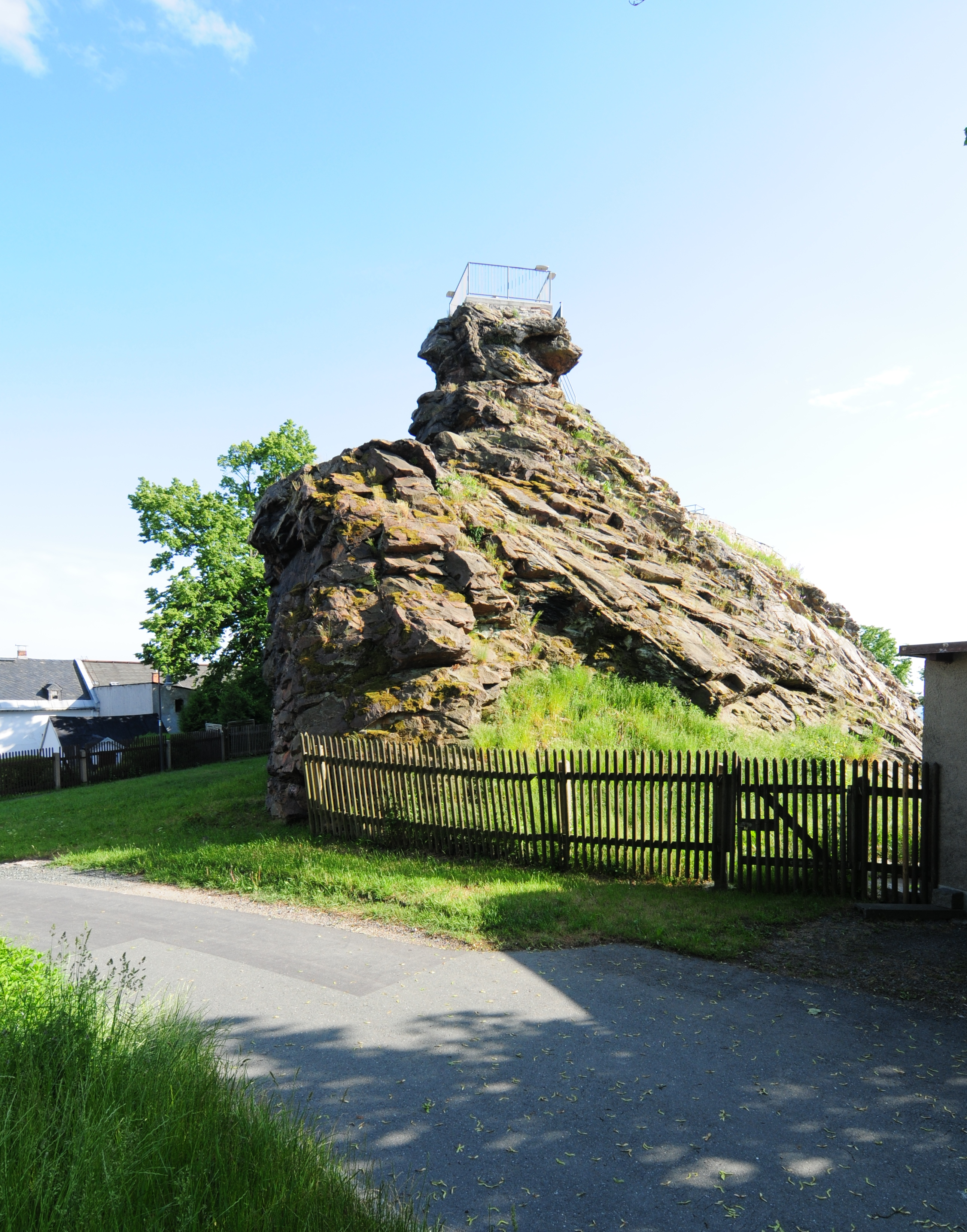
Ansicht des Felsens

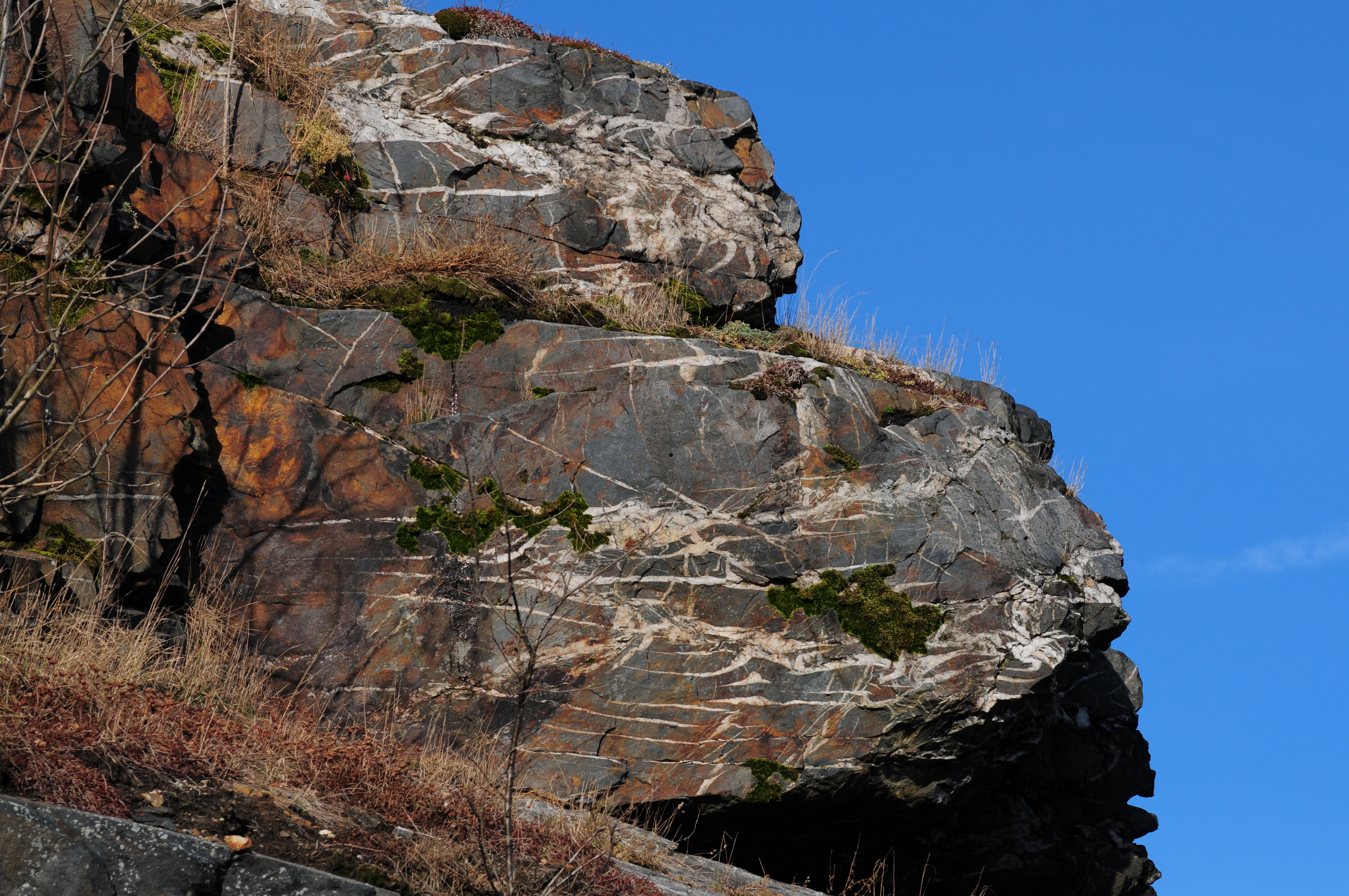
Detail der Südflanke des Felsens

Der Alte Söll oder Friedrichstein (734 m ü. NHN) ist ein Felsen im Zentrum der Stadt Schöneck/Vogtl. Von einigen Aussichtspunkten der nahen Umgebung Schönecks ist er gut sichtbar. Sein höchster Punkt ermöglicht jedoch einen Panoramablick über das Elstergebirge und die Höhen des Vogtlandes in Richtung Westen. Bei klarem Wetter sind von hier Erhebungen des Frankenwaldes und des Fichtelgebirges erkennbar. Nach Norden und Osten verwehren die bewaldeten Höhenzüge in Richtung Falkenstein und Muldenberg den Fernblick. Auf der Aussichtsplattform befinden sich Informationstafeln zur Szenerie des Rundblicks.
Der Alte Söll liegt im bebauten Stadtgebiet zwischen dem Rathaus und der Stadtkirche St. Georg. Er bildet einen aus dem Gelände heraustretenden singulären Gesteinskörper, der über eine Metalltreppe bis zu seinem höchsten Bereich begehbar ist. Hier befindet sich auch das erhaltene Stück der Triangulationssäule Station Nr. 146 Friedrichstein.
Im Bereich des Felsens befand sich einst die Burg Schöneck, von der keine Reste mehr erhalten sind, die jedoch durch archäologische Funde belegt ist. Das anstehende Gestein diente in früherer Zeit als Baumaterial.
Das überwiegend dunkelgraue und massige Gestein des Felsens ist in unterschiedlicher Dichte von milchig-weißen Trümern und fetzenartigen Zerrungsstrukturen des Quarzes durchzogen. Freiliegende Kluftflächen erzeugen mit ihren dünnen Mineralbelägen auf der Felsoberfläche eine braune Färbung. Der Felsen befindet sich in einem Riffzug des Hohen-Stein-Quarzits innerhalb der kambroordovizischen (nach anderer Auffassung nur Tremadocium) Schöneck-Formation. Ungeachtet leichter tektonischer Beanspruchungen, wie an kleinen Deformationen der Quarzlagen sichtbar, ist der Ursprung aus einer fein- bis grobsandigen Grauwacke durch die Kornstruktur noch erkennbar. Typlokalität für diese Fazies ist der Hohe Stein unweit von Erlbach an der tschechisch-deutschen Grenze. Auffälliges topographisches Merkmal für dieses schwer zerstörbare Gestein sind zackige Felsformationen. Nach aktuellem Stand wird das Ausgangsgestein als Teil einer siliziklastischen Sedimentserie der Schelfzone im Absenkungsbereich eines Riftbeckens interpretiert, deren Mächtigkeit bis 3000 m erreichte.